# Necramium
Necramium là chi thực vật có hoa trong họ Mua.